# Philippe Christory
Philippe Christory, né le 28 février 1958 à Tourcoing, est un prélat catholique français, évêque de Chartres depuis le 2 février 2018.

## Biographie

### Jeunesse
Philippe Christory est né au sein d'une famille catholique pratiquante. Il cesse de pratiquer et perd la foi à l'âge de 16 ans. En 1984, il découvre le renouveau charismatique à Paris au sein d'un groupe de prière de la Communauté de l'Emmanuel.

### Formation
Diplômé ingénieur à l'ICAM Lille en 1980, il effectue son service militaire en tant qu'officier mécanicien dans la Marine Nationale. Il parcourt ensuite l’Asie pendant cinq mois puis travaille comme ingénieur au Soudan et en France. Il entre au séminaire pontifical français à Rome et suit des cours au sein de l'université pontificale grégorienne et de l'institut pontifical Marianum. Il est titulaire d'une licence canonique en théologie avec une spécialisation en mariologie,,.

### Prêtre
Membre de la Communauté de l'Emmanuel, il est ordonné prêtre le 27 juin 1992 pour l'archidiocèse de Paris.
De 1992 à 1998 il est vicaire à la paroisse de la Sainte-Trinité et aumônier des jeunes de la paroisse et du lycée Condorcet.
En 1998 il est nommé curé de la paroisse Saint-Nicolas-des-Champs, fonction qu'il occupe jusqu'en 2004.
De 2001 à 2003 il est également directeur spirituel au séminaire de Paris et responsable de la maison Saint-Martin-de-Tours qui accueille les séminaristes parisiens de la Communauté de l'Emmanuel.
De 2004 à 2007 il est mis à la disposition du diocèse de Fréjus-Toulon et est nommé curé in solidum de Sainte-Maxime et Cogolin.
Il revient ensuite à Paris où il est curé de la paroisse Saint-Laurent de 2007 à 2014 puis curé de la paroisse de la Sainte-Trinité de 2014 à sa nomination épiscopale.
De 2002 à 2011, il est membre du conseil international de la communauté de l'Emmanuel.

### Évêque

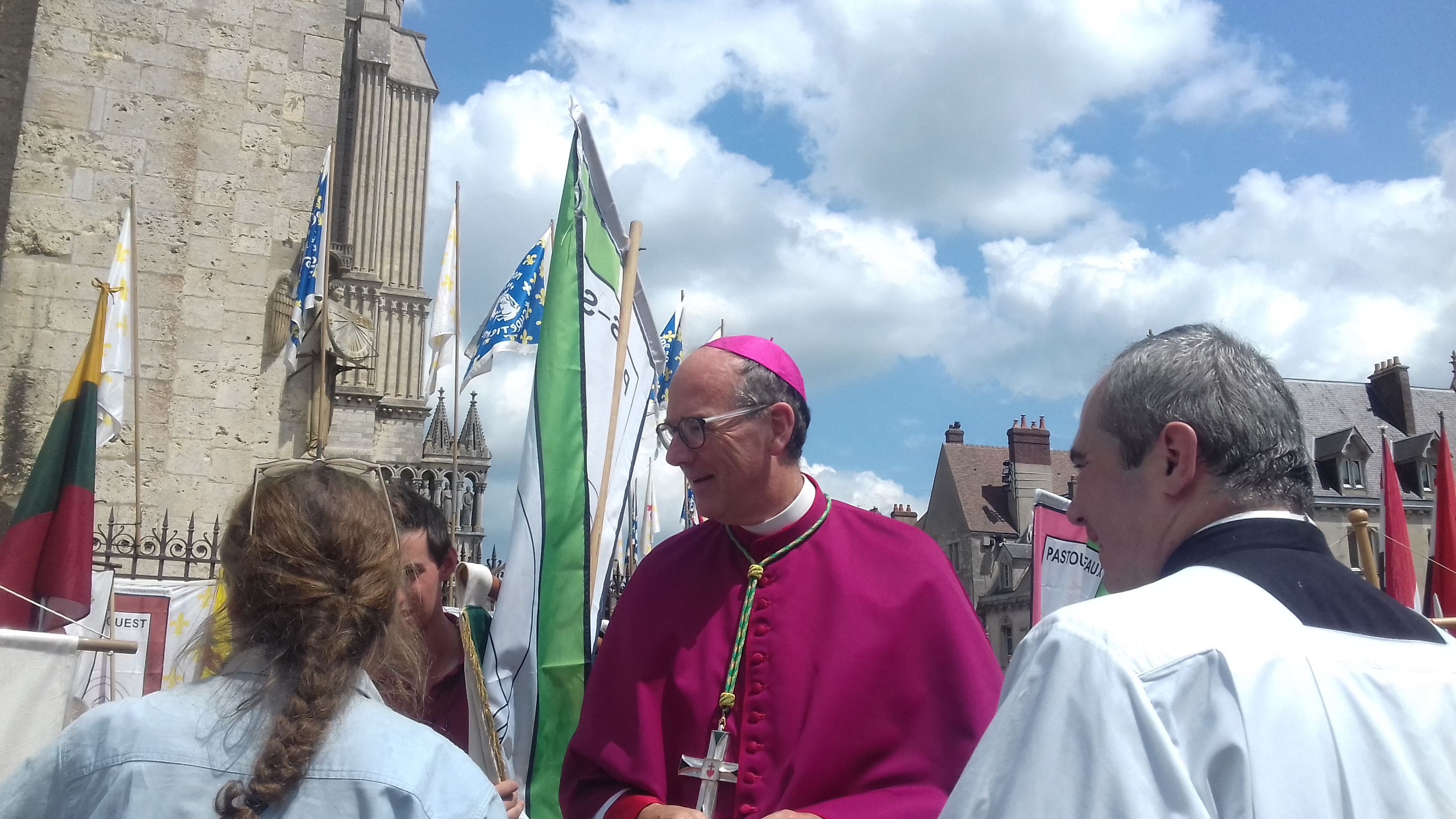
Lors du pèlerinage de Chartres en 2018.

Le 2 février 2018, le pape François le nomme évêque de Chartres, le siège étant vacant depuis la nomination de Michel Pansard comme évêque d'Évry le 1er août 2017.
Son ordination épiscopale a lieu le 15 avril 2018 à la cathédrale Notre-Dame de Chartres. Il est consacré par Bernard-Nicolas Aubertin, archevêque de Tours, assisté de Michel Pansard, évêque d'Évry-Corbeil-Essonnes et de Jacques Benoit-Gonnin, évêque de Beauvais.
Il arrive dans son nouveau diocèse à pied depuis sa paroisse parisienne, comme tous ceux qui font le pèlerinage de Chrétienté depuis Notre-Dame de Paris.
Favorable à l'idée d'une réorganisation de l'esplanade de la cathédrale lancée par Jean-Pierre Gorges, il participe à la concertation menée par la mairie.
Très touché par l'encyclique Laudato Si du pape François, il souhaite une mise en œuvre de l'écologie intégrale au sein de son diocèse, et nomme pour cela une équipe dédiée.
Opposé au projet de révision 2020-21 des lois de bioéthique, il soutient le collectif « Marchons enfants ! » qui manifeste à Chartres le 10 octobre 2020. 